# Impermeabilització del sòl

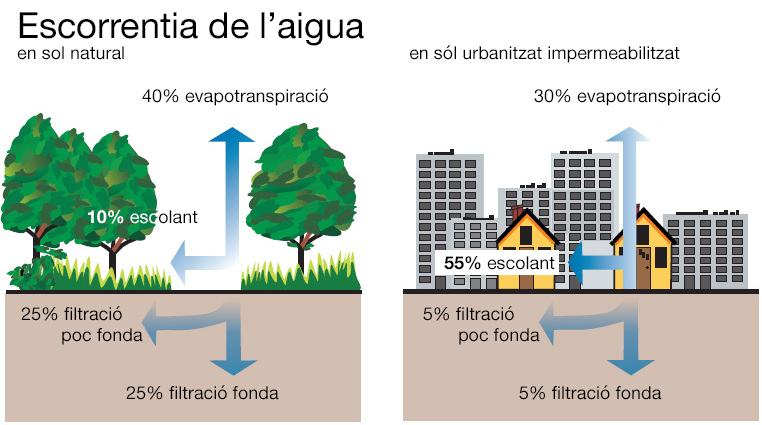
Escorrentia de l'aigua en sól natural i en sól urbà impermeabilitzat

La impermeabilització del sòl en hidrologia i pedologia és el fenomen de cobrir el sòl amb matèries impermeables. Aquesta impermeabilització és una conseqüència de moltes activitats humanes: urbanització, construcció de carreteres, canalització o intubació de rius… Té com a efecte reduir o suprimir la conductivitat hidràulica del sòl que ja no pot filtrar ni absorbir l'aigua de pluja ni tampoc bescanviar gasos. Una impermeabilització excessiva –a conseqüència de la pressió demogràfica i la urbanització de la societat– té un efecte negatiu en l'ecosistema i destrueix biòtops vitals. Entre els efectes hi ha:
- L'aigua de pluja no pot filtrar i alimentar el nivell freàtic.
- Després de pluges fortes i continues, en lloc de ser absorbit pel sòl, grans masses d'aigua són evacuades amb alta velocitat vers els rius o el clavegueram i causen inundacions.[3]
- En formigonar les ribes dels rius es destrueix el biòtop de transició entre l'aigua i la zona seca, lloc aficionat per moltes espècies i la vegetació que estabilitza i protegeix contra l'erosió.
- El microclima local s'empitjora: el sòl impermeabilitzat no pot evaporar aigua i refredar l'aire ambient, tampoc no hi creixen plantes que evaporin aigua i creen ombra. La impermeabilització contribueix fortament a la creació d'illes de calor.
- El sòl cobert «mor»: la fauna subterrània i la majoria dels microorganismes no poden sobreviure sense bescanvi permanent d'aire i d'aigua. Regenerar un sòl després de treure la capa impermeabilitzant és una tasca costosa que pren molt de temps.[1] En zones urbanes es fa la vida difícil als arbres plantats a la vora dels carrers.[4]

S'assaja de mesurar el grau d'impermeabilització mitjançant teledetecció per determinar l'«índex de superfícies impermeables de diferència normalitzada», més conegut amb el seu acrònim anglès NDISI (normalized difference impervious surface index).

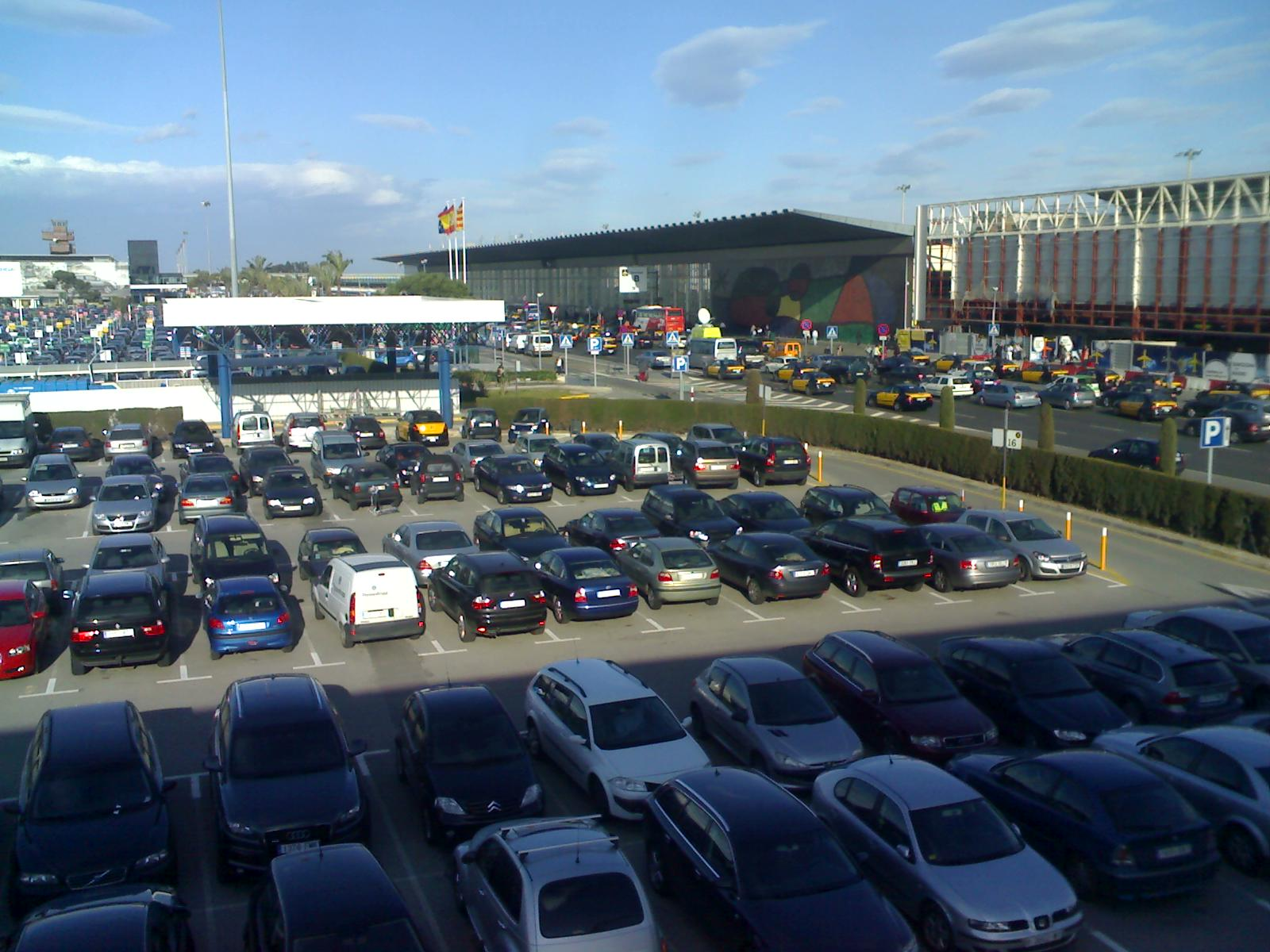
Impermeabilització massiva no sostenible en un lloc per al qual existeixen solucions permeables: els aparcaments d'aeroport

S'ha de diferenciar la impermeabilització del sòl com a efecte secundari i negatiu d'una activitat humana, de la impermeabilització intencionada de protecció per tal de prevenir la infiltració de substàncies tòxiques com ara les gasolineres, abocadors, fàbriques químiques i altres instal·lacions industrials que podrien pol·luir les aigües freàtiques.

## Remei: sistemes de drenatge sostenible
Es desenvolupen sistemes de drenatge sostenibles que remeien parcialment els efectes negatius de la impermeabilització, sovint designat amb l'acrònim anglès SuDS (sustainable urban draining systems). En edificis, terrats verds, amb el seu efecte d'esponja combinat amb dipòsits d'aigua de pluja per regar-les per temps de sequera poden reduir l'efecte negatiu tot i millorar el microclima. També en lloc d'utilitzar sempre l'asfalt impermeable, hi ha solucions de paviment permeable per espais de trànsit limitat lleuger com pàrquings o carrers de poc trànsit. Nous asfalts permeables a més de reduir l'impacte ecològic absorbeixen els típics bassals després de ploure i redueixen el risc d'hidroplanatge. En lloc de construir meres basses de retenció que només alenteixen el desguàs, se'n pot servir com a dipòsit per regar una àrea amortidora amb vegetació entre dues superfícies segellades.